# سید زیبامحمد
سیدزیبامحمد، روستایی از توابع بخش مرکزی شهرستان خرم‌آباد در استان لرستان ایران است.

## جمعیت
این روستا در دهستان ازنا قرار دارد و براساس سرشماری مرکز آمار ایران در سال ۱۳۸۵، جمعیت آن ۲۱۱ نفر (۴۱خانوار) بوده‌است.